# Brill (Buckinghamshire)
Pour les articles homonymes, voir Brill.
Brill est une paroisse civile et un village du Buckinghamshire, en Angleterre.